# Survivor Series (2010)
Survivor Series (2010) foi um evento em formato pay-per-view promovido pela WWE. Ocorreu no dia 21 de novembro de 2010 no American Airlines Arena em Miami, Florida. Esta foi a 24ª edição sob o nome Survivor Series.

## Antes do evento
Survivor Series teve lutas de wrestling profissional de diferentes lutadores com rivalidades e storylines pré-determinadas que se desenvolveram no Raw, SmackDown e WWE Superstars — programas de televisão da WWE's (WWE). Os lutadores interpretaram um vilão ou um mocinho seguindo uma série de eventos para gerar tensão, culminando em uma ou várias lutas.

## Resultados
| Nº                                          | Resultados | Estipulações | Tempo |
| ------------------------------------------- | --- | --- | ----- |
| Dark                                        | R-Truth (com Eve) derrotou Zack Ryder | Luta individual | N/A   |
| 1                                           | Daniel Bryan (c) derrotou Ted DiBiase (com Maryse) | Luta individual pelo WWE United States Championship | 9:58  |
| 2                                           | John Morrison derrotou Sheamus | Luta individual | 11:11 |
| 3                                           | Dolph Ziggler (c) (com Vickie Guerrero) derrotou Kaval | Luta individual pelo WWE Intercontinental Championship | 9:32  |
| 4                                           | Time Mysterio (Rey Mysterio, Kofi Kingston, Chris Masters, Big Show e Montel Vontavious Porter) derrotou Time Del Rio (Alberto Del Rio, Tyler Reks, Drew McIntyre, Jack Swagger e Cody Rhodes) | Luta de eliminação de quintetos | 18:12 |
| 5                                           | Natalya derrotou Lay-Cool (Layla e Michelle McCool) (c) | Luta 2-contra-1 pelo WWE Divas Championship | 3:38  |
| 6                                           | Kane (c) vs. Edge acabou sem vencedor | Luta individual pelo World Heavyweight Championship | 12:50 |
| 7                                           | The Nexus (Justin Gabriel e Heath Slater) (c) (com Husky Harris, David Otunga e Michael McGillicutty) derrotou Santino Marella e Vladimir Kozlov                                               | Luta de duplas pelo WWE Tag Team Championship | 5:11  |
| 8                                           | Randy Orton (c) derrotou Wade Barrett | Luta com apenas submissões e pinfalls pelo WWE Championship com John Cena como árbitro; se Barrett vencesse, Cena estaria livre de suas obrigações com Nexus, caso Orton vencesse, Cena seria demitido da WWE | 15:15 |
| (c) – Refere-se aos campeões antes da luta. | | |       |

Traditional Survivor Series elimination tag team match
| Eliminação   | Lutador                                 | Equipe                                  | Eliminado por                           | Finisher                                | Tempo                                   |
| ------------ | --------------------------------------- | --------------------------------------- | --------------------------------------- | --------------------------------------- | --------------------------------------- |
| 1            | Montel Vontavious Porter                | Team Mysterio                           | Drew McIntyre                           | Após Del Rio derrubar MVP               | 05:45                                   |
| 2            | Chris Masters                           | Team Mysterio                           | Alberto Del Rio                         | Armbreaker submission                   | 06:52                                   |
| 3            | Alberto Del Rio                         | Team Del Rio                            | Não pode continuar                      | Knock-out Punch do Big Show             | 08:28                                   |
| 4            | Cody Rhodes                             | Team Del Rio                            | Big Show                                | KO Punch                                | 11:06                                   |
| 5            | Tyler Reks                              | Team Del Rio                            | Kofi Kingston                           | Kick Strike                             | 15:18                                   |
| 6            | Kofi Kingston                           | Team Mysterio                           | Jack Swagger                            | Ankle lock                              | 16:05                                   |
| 7            | Jack Swagger                            | Team Del Rio                            | Rey Mysterio                            | 619 com um Aided Splash de Big Show     | 17:43                                   |
| 8            | Drew McIntyre                           | Team Del Rio                            | Big Show                                | 619 e um Chokeslam                      | 18:21                                   |
| Survivor(s): | Rey Mysterio e Big Show (Team Mysterio) | Rey Mysterio e Big Show (Team Mysterio) | Rey Mysterio e Big Show (Team Mysterio) | Rey Mysterio e Big Show (Team Mysterio) | Rey Mysterio e Big Show (Team Mysterio) |